# Тыльные межкостные мышцы кисти
Тыльные межкостные мышцы (лат. Musculi interossei dorsales) — мышцы кисти.
Четыре веретенообразных двухперистых мышц. Залегают в межкостных промежутках тыльной поверхности пясти. Каждая мышца начинается двумя головками от обращённых одна к другой боковых поверхностей оснований двух соседних пястных костей и прикрепляется: первая и вторая мышца — к лучевому краю указательного и среднего пальцев, а третья и четвёртая — к локтевому краю безымянного и среднего пальцев.

## Функция
Две мышцы лучевого края тянут проксимальные фаланги указательного и среднего пальцев в сторону большого пальца кисти. Две мышцы локтевого края тянут средний и безымянный пальцы в сторону мизинца. Все указанные мышцы участвуют в сгибании проксимальных фаланг и выпрямлении средних и дистальных II—V пальцев.